# Pedro Morales Muñoz
Pedro Morales Muñoz (Lopera, Jaén, 24 de enero de 1923-Sevilla, 30 de junio de 2017) fue un compositor, director de orquesta y director de bandas militares.  Como compositor, escribió pasodobles, zarzuelas, marchas procesionales, marchas militares, canción española y fantasías, además de variados arreglos y orquestaciones de otros autores. 

## Biografía
Morales Muñoz empieza a tocar el flautín a la edad de ocho años en la banda de su pueblo natal siendo director de la misma D. Pedro Gil Lerín. Ingresa como educando músico en la banda del regimiento la Reina de Córdoba ascendiendo a sargento. Pedro Gámez Laserna le aconseja seguir perfeccionado sus conocimientos musicales para lo cual se desplaza a Madrid. En el Real Conservatorio de esta localidad cursa armonía, contrapunto, fuga, coral y dirección. En unas duras oposiciones obtiene la plaza de director de músicas militares, siendo el único en obtenerlas en ese año. Fue Teniente director de la banda militar del regimiento de Granada 34 en Huelva. Al ascender a Capitán director pasa como tal a la Banda de la Academia de Infantería de Toledo  y finalmente en 1967 toma el mando de la famosa Banda de Música del Regimiento de Soria 9 de Sevilla al retirarse D. Pedro Gámez. 
Ha sido el director que más tiempo ha permanecido al frente de esta banda hasta la fecha, pues desde 1967 hasta su paso a la reserva en 1984 dirigió en innumerables actos y conciertos a la formación del Soria 9.

## Composiciones

### Marchas procesionales
Relación de marchas procesionales para ser interpretadas por banda de cornetas y tambores (CCTT), agrupaciones musicales (AM) y banda de música de plantilla completa (BM):

#### De su autoría:
- 1957 Cristo Chico del Humilladero (BM) Dedicada al Santísimo Cristo del Humilladero (Cristo Chico) (Lopera, Jaén)
- 1968 Esperanza Macarena (BM) Dedicada a la Hermandad de la Esperanza Macarena (Sevilla)[2]
- 1970 Virgen de Montserrat (BM) Dedicada a la Hermandad de Monserrat (Sevilla)
- 1970 Virgen de la Paz (BM) Dedicada a la Hermandad de La Paz (Sevilla)[3]
- 1972 Virgen de los Negritos (BM) Dedicada a la Hermandad de los Negritos (Sevilla)
- 1974 Virgen de la Encina (BM) Dedicada a la Virgen de la Encina (Baños de la Encina, Jaén)
- 1974 Virgen de las Angustias (BM) Dedicada a la Hermandad de la Vera-Cruz (Alcalá del Río, Sevilla)
- 1981 Virgen del Refugio (BM) Dedicada a la Hermandad de San Bernardo (Sevilla)
- 1982 Dulce Nombre de Jesús (BM) Dedicada a la Hermandad de la Quinta Angustia (Sevilla)
- 1984 Cristo de la Conversión (BM) Dedicada a la Hermandad de Montserrat (Sevilla)
- 1986 Virgen del Dulce Nombre (BM) Dedicada a la Hermandad del Dulce Nombre (Sevilla)
- 1987 Virgen de Consolación (BM) Dedicada a la Virgen de Consolación (Carrión de los Céspedes, Sevilla)
- 1987 Paz y Amparo (BM) Dedicada a la Hermandad de la Borriquita (Cádiz)
- 1990 Pasa la Virgen de la Soledad (BM) Dedicada a la Hermandad de la Vera Cruz (Tocina, Sevilla)
- 1991 La Soledad (BM) Dedicada a la Hermandad de la Soledad de San Lorenzo (Sevilla)
- 1991 Virgen de la Cabeza (BM) Dedicada a la Hermandad de las Siete Palabras (Sevilla)
- 1991 La Roda te Corona (BM) Dedicada a la Hermandad de los Dolores (La Roda de Andalucía, Sevilla)
- 1994 Amor y Socorro (BM) Dedicada a la Hermandad del Amor (Sevilla)
- 1994 Cristo de la Fundación (CCTT) Dedicada a la Hermandad de los Negritos (Sevilla)
- 1994 Sentencia de Cristo (AM, BM) Compuesta originalmente para agrupación musical, en 2006 la adaptó el propio autor para banda de música. Dedicada a la Hermandad de la Macarena (Sevilla)[4]
- 1995 Al Cielo con Ella (BM) Dedicada en 1998 a la Hermandad del Dulce Nombre (Sevilla)[5]
- 1995 Virgen de la Esperanza (BM) Dedicada a la Hermandad de la Macarena (Sevilla)
- 1996 Cristo de la Exaltación (BM) Dedicada a la Hermandad de la Exaltación (Sevilla)
- 1996 Nuestra Señora de las Lágrimas (BM) Dedicada a la Hermandad de la Exaltación (Sevilla)
- 1996 Oliva (BM) Dedicada a la Virgen de la Oliva (Salteras, Sevilla)
- 1997 Santa María de la O (BM) Dedicada a la Hermandad de la O (Sevilla)
- 1997 Esperanza (BM) Dedicada a la Archicofradía del Paso y la Esperanza (Málaga)
- 1998 Esperanza Coronada (BM) Dedicada a la Archicofradía del Paso y la Esperanza (Málaga)
- 1998 Esperanza Reina de Triana (BM) Dedicada a la Hermandad de la Esperanza de Triana (Sevilla)
- 1998 Juan Jesús (BM) Dedicada a su hijo fallecido.
- 1999 Reinas del Baratillo (BM) Dedicada a la Hermandad del Baratillo (Sevilla)
- 1999 Señorita de Triana (BM) Dedicada a la Hermandad del Cachorro (Sevilla)
- 1999 Madre de las Mercedes Coronada (BM) Dedicada a la Hermandad de Santa Genoveva (Sevilla)
- 1999 Pastora de Cantillana (BM) Dedicada a la Divina Pastora de Cantillana (Sevilla)
- 2000 Dogma de la Asunción (BM) Dedicada a la Asunción de Cantillana (Sevilla)
- 2000 Milagrosa de Santa Genoveva (BM) Dedicada a la Hermandad de Santa Genoveva (Sevilla)
- 2000 Sagrado Corazón de María (BM) Dedicada a la Hermandad de la Misión (Sevilla)
- 2001 Hiniesta de San Julián (BM) Dedicada a la Hermandad de la Hiniesta (Sevilla)
- 2001 Reina de Monserrat (BM) Dedicada a la Hermandad de Montserrat (Sevilla)
- 2002 Consolación (BM) Dedicada a la Hermandad de la Sed (Sevilla)
- 2002 Dolores de Vera-Cruz (BM) Dedicada a la Hermandad de la Santa Vera+Cruz (Aznalcóllar, Sevilla)
- 2002 San Roque Loperano (BM) Dedicada a San Roque, patrón de Lopera (Jaén)
- 2002 Rosario de la Macarena (BM) Dedicada a la Hermandad de la Macarena (Sevilla)
- 2003 Esperanza y Pastora de Hinojos (BM) Dedicada a la Hermandad de la Vera+Cruz (Hinojos, Huelva)
- 2003 Reina del Amor (BM) Dedicada a la Hermandad de Pino Montano (Sevilla)[6]
- 2004 A Ti, Consolación (BM) Dedicada a la Virgen de Consolación (Carrión de los Céspedes, Sevilla)
- 2004 Te veré en el Cielo (BM) Dedicada a la esposa fallecida del autor.
- 2005 Amparo (BM) Dedicada a la Virgen del Amparo (Sevilla)
- 2005 Madre y Señora del Buen Fin (BM) Dedicada a la Hermandad de la Lanzada (Sevilla)
- 2005 Soberana y Jaenera (BM) Dedicada a la Hermandad de la Amargura (Jaén)
- 2006 Santa María de la Paz (BM) Dedicada a la Hermandad de los Aceituneros (Utrera, Sevilla)
- 2008 Blanca Paz (BM) Dedicada a la Hermandad de la Paz (Sevilla)
- 2008 María Santísima de la Esperanza (BM) Dedicada a la Hermandad de la Esperanza (Córdoba) y a la memoria de D. Pedro Gámez Laserna.[7]
- 2008 Virgen del Rosario (BM) Dedicada a la Hermandad de San Pablo (Sevilla)[8]
- 2009 Amor de Santa Marina (BM) Dedicada a la Hermandad de la Resurrección (Sevilla)[9]
- 2009 Madre de Dios de la Victoria (BM) Dedicada a la Hermandad de las Cigarreras (Sevilla)
- 2009 Montesión (BM) Dedicada a la Hermandad de Monte-Sión (Sevilla)
- s/f Marcha nº 5 (BM)[10]
- s/f Marcha nº 6 (BM)[11]

#### Autoría compartida:
- s/f ¡Al Cielo con Ella! (BM) Coautoría junto a José Manuel Rodríguez Sánchez.[12]

#### Instrumentador:
- s/f María Santísima de las Angustias (BM) Autor: José Campano Bravo. Dedicada a la Hermandad de los Gitanos (Sevilla)[13]
- 1968 Virgen de la Encarnación (BM) Autor: José Campano Bravo. Dedicada a la Hermandad de San Benito (Sevilla)
- 1972 Cristo de la Sangre (BM) Autor: José Campano Bravo. Dedicada a la Hermandad de San Benito (Sevilla)
- 1974 Cristo de la Humildad (BM) Autor: Julio Contreras Perales. Dedicada a la Hermandad de la Cena (Sevilla)
- 1984 Soledad de Salteras (BM) Autores: Joaquín de la Orden Román y Dionisio Ortiz Corral. Dedicada a la Hermandad de la Vera-Cruz (Salteras, Sevilla)
- 1989 Estrella de Triana (BM) Autor: Jesús Jarén Galán. Dedicada a la Hermandad de la Estrella (Sevilla)
- 1991 Reina del Museo (BM) Autor: Pascual González Moreno Dedicada a la Hermandad del Museo (Sevilla)
- 1993 Señora del Baratillo (BM) Autor: Pascual González Moreno. Dedicada a la Hermandad del Baratillo (Sevilla)
- 1993 Cuando sonríe la Macarena (BM) Autor: Pascual González Moreno. Dedicada a la Hermandad de la Macarena (Sevilla)
- 1993 Montserrat Sevillana (BM) Autor: Pascual González Moreno. Dedicada a la Hermandad de Montserrat (Sevilla)
- 1993 Trinidad y Esperanza (BM) Autor: Pascual González Moreno. Dedicada a la Hermandad de la Trinidad (Sevilla)
- 1994 Coronación en la Calzada (BM) Autor: Pascual González Moreno. Dedicada a la Hermandad de San Benito (Sevilla)
- 1994 Salve Cantora (BM) Autor: Pascual González Moreno.
- 1998 Volver a verte (BM) Autor: José Manuel Soto Alarcón. Dedicada a la madre fallecida del cantante.
- 1999 Salve a la Divina Enfermera (BM) Autor: Pascual González Moreno. Dedicada a la Hermandad de la Lanzada (Sevilla)

### Marchas militares
- Regimiento Soria 9

### Pasodobles
- 1973 Lopera
- Músico y poeta (dedicado al músico y poeta de Gerena Federico Rodríguez)[14]
- El Gran Bahamontes (dedicado al ciclista Federico Martín Bahamontes)[15]
- Mi barrio trianero
- Pepín Tejera
- Recordando a Tejera
- Maestranza sevillana
- Recuerdos amorosos[16]

### Música sinfónica
- Recuerdos sevillanos
- Los Taviolan's[17]
- Soy yo[18]

### Música vocal

#### Canciones
- El divorcio[15]
- No tengo apellío [15]
- Recuerdo al Carbonerillo [15]
- A Perlita[15]
- Tradición de Huelva[15]
- Rosita[19]
- Quisiera volver (bolero)[20]
- Grato recuerdo (bolero)[21]
- 1953 Mi crucecita (bolero)[22]
- 1963 No tengas remordimiento[23]
- 1971 Dulce atardecer[24]
- 1971 Señorío de España[24]